# Nguyễn Xuân Son
Nguyễn Xuân Son, nato Rafelson Bezerra Fernandes e precedentemente noto semplicemente come Rafaelson (Pirapemas, 30 marzo 1997), è un calciatore brasiliano naturalizzato vietnamita, attaccante del Nam Định e della nazionale vietnamita.

## Biografia
Nato a Pirapemas nel 1997, il padre era un insegnante e la madre una contadina.
Dopo essersi sposato nel 2018 con Marcele Seippel, nell'agosto 2024 ottiene la cittadinanza vietnamita tramite il Nam Định Department of Justice e il 20 settembre 2024 cambia legalmente il suo nome nella versione vietnamita Nguyễn Xuân Son.

## Carriera

### Club

#### Inizi in Brasile
Appassionato di calcio, nel 2011, a quattordici anni, si trasferisce da solo a  Salvador. Qui si unisce al settore giovanile del Bahia, dove muove i primi passi.
Passati due anni passa al Vitória, dove nell'aprile 2015 viene accusato di aver mentito sulla sua età, in quanto risultava essere nato a soli tre mesi di distanza dal fratello; salvo poi essere scagionato dalle accuse.
Nel settembre dello stesso anno viene promosso in prima squadra da Vágner Mancini, che lo fa debuttare in Série B nel corso del secondo tempo della sconfitta per 2-1 contro il Botafogo del 5 settembre 2015.
Nel corso della stagione gioca altre sette gare contribuendo da comprimario alla qualificazione in massima serie, competizione in cui poi debutta il 30 giugno 2016 in una vittoria per 3-2 contro lo Sport Recife.

#### Esperienze in Giappone e in Danimarca
Nel febbraio 2018 viene acquistato a titolo temporaneo dai giapponesi del Vegalta Sendai.
L’esperienza in Giappone dura due stagioni con Rafaelson che viene pure riscattato dal club giallonero, ottenendo però una sola presenza in Coppa J.League.
Nel gennaio 2019 rescinde consensualmente il proprio contratto e il 13 aprile 2019 passa ai norvegesi del Næstved.

#### L'esperienza in Vietnam
Il 12 gennaio 2020 approda in Vietnam, al Nam Định che lo acquista dopo avergli fatto svolgere un trial.
Nella sua prima stagione aiuta, grazie a nove reti in 20 presenze, al raggiungimento della salvezza del club; tuttavia, il rapporto con la squadra si interrompe a causa delle sue elevate richieste economiche.
Viene dunque ceduto al Ðà Nẵng, dove prima dello scoppio della pandemia di COVID-19 mette a segno sei reti nelle prime 12 gare della stagione.
Anche in questo caso però il suo contratto viene risolto anticipatamente a causa di problemi economici con l'ingaggio.
Nel settembre 2021 passa da svincolato al Bình Định, dove gioca per due stagioni prima di far ritorno al Nam Định, il 28 agosto 2023. 
Con quest'ultimi ritrova una situazione diversa rispetto all'annata in cui egli aveva portato il club alla salvezza, infatti alla fine della stagione 2023-2024 vince il campionato. Con 31 reti vince anche la classifica marcatori, superando il precedente record della competizione di Lê Huỳnh Đức, che si fermò a 25 marcature.
La stagione successiva, il 31 agosto 2024, realizza una doppietta nella finale di supercoppa vietnamita contro il Thanh Hóa, vincendo così il suo secondo titolo nazionale.
Nel mentre, poco prima dell'inizio del campionato riceve, riceve la cittadinanza vietnamita e viene registrato dal club come Nguyễn Xuân Son.

### Nazionale
Ricevuta nel 2024 la cittadinanza vietnamita e ottenuto nel novembre 2024 l'autorizzazione dalla FIFA per essere convocato in nazionale maggiore, il 5 dicembre 2024 viene inserito nella lista dei convocati per l'ASEAN Cup 2024.
Debutta il 21 dicembre 2024 contro il Birmania, bagnando il suo esordio con una doppietta di gol e di assist. Nel corso della competizione si rivela essere decisivo per il raggiungimento della finale da parte dei vietnamiti grazie a tre reti totali nel doppio confronto nelle semifinali contro il Singapore.

## Statistiche

### Cronologia presenze e reti in nazionale
| Cronologia completa delle presenze e delle reti in nazionale ― Vietnam | Cronologia completa delle presenze e delle reti in nazionale ― Vietnam | Cronologia completa delle presenze e delle reti in nazionale ― Vietnam | Cronologia completa delle presenze e delle reti in nazionale ― Vietnam | Cronologia completa delle presenze e delle reti in nazionale ― Vietnam | Cronologia completa delle presenze e delle reti in nazionale ― Vietnam | Cronologia completa delle presenze e delle reti in nazionale ― Vietnam | Cronologia completa delle presenze e delle reti in nazionale ― Vietnam |
| Data                                                                   | Città                                                                  | In casa                                                                | Risultato                                                              | Ospiti                                                                 | Competizione                                                           | Reti                                                                   | Note                                                                   |
| ---------------------------------------------------------------------- | ---------------------------------------------------------------------- | ---------------------------------------------------------------------- | ---------------------------------------------------------------------- | ---------------------------------------------------------------------- | ---------------------------------------------------------------------- | ---------------------------------------------------------------------- | ---------------------------------------------------------------------- |
| 21-12-2024                                                             | Việt Trì                                                               | Vietnam                                                                | 5 – 0                                                                  | Birmania                                                               | ASEAN Cup 2024 - 1º turno                                              | 2                                                                      | 80’                                                                    |
| 26-12-2024                                                             | Kallang                                                                | Singapore                                                              | 0 – 2                                                                  | Vietnam                                                                | ASEAN Cup 2024 - Semifinali andata                                     | 1                                                                      |                                                                        |
| 29-12-2024                                                             | Việt Trì                                                               | Vietnam                                                                | 3 – 1                                                                  | Singapore                                                              | ASEAN Cup 2024 - Semifinali ritorno                                    | 2                                                                      | 83’                                                                    |
| 2-1-2025                                                               | Việt Trì                                                               | Vietnam                                                                | 2 – 1                                                                  | Thailandia                                                             | ASEAN Cup 2024 - Finale andata                                         | 2                                                                      |                                                                        |
| 5-1-2025                                                               | Bangkok                                                                | Thailandia                                                             | 2 – 3                                                                  | Vietnam                                                                | ASEAN Cup 2024 - Finale ritorno                                        | -                                                                      | 34’                                                                    |
| Totale                                                                 |                                                                        | Presenze                                                               | 5                                                                      |                                                                        | Reti                                                                   | 7                                                                      |                                                                        |

## Palmarès

### Club

#### Competizioni statali
- Campionato Baiano: 2

Vitória: 2016, 2017

#### Competizioni nazionali
- Campionato vietnamita: 2

Nam Định: 2023-2024, 2024-2025
- Supercoppa del Vietnam: 1

Nam Định: 2024

### Nazionale
- ASEAN Cup: 1

Vietnam: 2024

### Individuale
- Capocannoniere del campionato vietnamita: 2

2023 (16 reti), 2023-2024 (31 reti)
- Capocannoniere dell’ASEAN Cup: 1

2024 (7 reti)
- Ordine del lavoro del Vietnam, III classe